# Orah (Rudo)
Pour les articles homonymes, voir Orah.
Orah (en serbe cyrillique : Орах) est un village de Bosnie-Herzégovine. Il est situé dans la municipalité de Rudo et dans la république serbe de Bosnie. Selon les premiers résultats du recensement bosnien de 2013, il compte 13 habitants.

## Démographie

### Répartition de la population par nationalités (1991)
En 1991, le village comptait 47 habitants, tous serbes.